# Скаржиски окръг
Скаржиски окръг (на полски: Powiat skarżyski) е окръг в Югоизточна Полша, Швентокшиско войводство. Заема площ от 395,43 км2. Административен център е град Скаржиско-Каменна.

## География
Окръгът се намира в историческия регион Малополша. Разположен е в северната част на войводството.

## Население
Населението на окръга възлиза на 79 085 души (2012). Гъстотата е 200 души/км2.

## Административно деление
Административно окръгът е разделен на 5 общини.
Градска община:
- Скаржиско-Каменна

Градско-селска община:
- Община Сухедньов

Селски общини:
- Община Ближин
- Община Лончна
- Община Скаржиско Кошчелне

## Галерия
- Скаржиско-Каменна
- Сухедньов